# The Black Album (Jay-Z)
The Black Album is het achtste studioalbum van de Amerikaanse rapper Jay-Z, uitgebracht op 14 november 2003 door Roc-A-Fella Records en Def Jam Recordings. Voor het album wilde Jay-Z voor elk nummer een andere producer inschakelen. Het werd geadverteerd als zijn laatste album voordat hij met pensioen ging, hoewel hij zijn muziekcarrière in 2005 hervatte.
The Black Album werd gepromoot met een pensioentournee van Jay-Z. Het bevat drie singles: "99 Problems", "Change Clothes" en "Dirt off Your Schouder". Het album kreeg veel bijval van muziekcritici en was een groot commercieel succes. Het kwam binnen op nummer één in de Amerikaanse Billboard 200 en verkocht in de eerste week 463.000 exemplaren. Het werd Jay-Z's best verkopende album van de jaren 2000 en werd in 2005 drievoudig platina gecertificeerd door de Recording Industry Association of America. De nummers "Encore", "Dirt off Your Schouder" en "99 Problems" staan ook op het mash-upalbum Collision Course met Linkin Park.

## Tracklist
| Nr. | Titel                                   | Producer(s)               | Duur |
| --- | --------------------------------------- | ------------------------- | ---- |
| 1.  | Interlude                               | Just Blaze                | 1:21 |
| 2.  | December 4th                            | Just Blaze                | 4:33 |
| 3.  | What More Can I Say                     | The Buchanans             | 4:55 |
| 4.  | Encore                                  | Kanye West                | 4:10 |
| 5.  | Change Clothes (met Pharrell Williams)  | The Neptunes              | 4:18 |
| 6.  | Dirt off Your Shoulder                  | Timbaland                 | 4:05 |
| 7.  | Threat                                  | 9th Wonder, Jay-Z         | 4:06 |
| 8.  | Moment of Clarity                       | Eminem, Luis Resto        | 4:24 |
| 9.  | 99 Problems                             | Rick Rubin                | 3:54 |
| 10. | Public Service Announcement (Interlude) | Just Blaze                | 2:53 |
| 11. | Justify My Thug                         | DJ Quik                   | 4:04 |
| 12. | Lucifer                                 | Kanye West                | 3:12 |
| 13. | Allure                                  | The Neptunes              | 4:52 |
| 14. | My 1st Song                             | Aqua, Joe "3H" Weinberger | 4:45 |